# إيما كابريرا
إيما كابريرا (بالإسبانية: Emma Cabrera Palafox)‏ هي عداءة مراثونية مكسيكية، ولدت في 5 مايو 1964 في Mineral del Chico ‏ في المكسيك.

## وصلات خارجية
- إيما كابريرا على موقع الاتحاد الدولي لألعاب القوى (الإنجليزية)